# David Lewis (mártir)
San David Lewis (Abergevenny, 1616 - Usk, 27 de agosto de 1679) fue un presbítero jesuita, mártir en Gales y santo de la Iglesia católica.
Era hijo del maestro de escuela protestante Morgan Lewis y una dama católica. Estudió Derecho en Londres. En 1638 comenzó sus estudios en el Colegio Inglés de Roma. Se ordenó como diocesano, pero luego de dos años se unió a la Compañía de Jesús. Estudió en el Noviciado de San Andrés del Quirinal, al igual que Estanislao Kostka y Luis Gonzaga. Fue padre espiritual en el Colegio Inglés de Roma.
Es enviado a la misión de Gales  en 1648, donde permaneció 31 años. Vivió en el Colegio de San Francisco Javier y en el Colegio de Cwm. Fue delatado por William James (quien había sido su sirviente por cuatro años), procesado y posteriormente ahorcado, arrastrado y descuartizado en Usk, Gales. Sus restos están en la catedral protestante de Usk.
Fue llamado el "padre de los pobres". Su fiesta es el 1 de diciembre.[cita requerida]